# Anamarija Petričević
Anamarija Petričević (Spalato, 23 agosto 1972) è un'ex nuotatrice croata, vincitrice di un titolo europeo nel nuoto di fondo.

## Carriera
Figlia della campionessa olimpica Đurđica Bjedov, all'età di sedici anni Anamarija prese parte alle Olimpiadi di Seul 1988 in rappresentanza della Jugoslavia. Non riuscì a superare le batterie né nei 200 m rana né nei 400 m misti, ma raggiunse la finale B nei 200 m misti, piazzandosi quinta.
L'anno seguente, partecipò alla prima edizione dei campionati europei di nuoto di fondo, che si tenevano in casa. In questa occasione, riuscì ad ottenere la medaglia d'oro nella 5 km.
Nella stagione 1988/1989 gareggiò in diverse tappe di Coppa del Mondo, ottenendo cinque medaglie.
Non fu convocata in nazionale per le Olimpiadi di Barcellona nel 1992 e si ritirò dalle competizioni nel 1993.
Successivamente, svolse la professione di allenatrice e si trasferì a Locarno.

## Palmarès
| Olimpiadi                            | 200 m rana              | 200 m misti            | 400 m misti             |
| 1988 Seul Corea del Sud              | 32ª in batteria 2'40"80 | 5ª in finale B 2'19"63 | 17ª in batteria 4'54"17 |
| Campionati mondiali                  | 200 m misti             | 400 m misti            | ---                     |
| 1991 Perth Australia                 | 6ª in finale B 2'20"28  | 2ª in finale B 4'52"92 | ---                     |
| Campionati europei                   | 400 m misti             | ---                    | ---                     |
| 1989 Bonn Germania Ovest             | 6ª in finale B 4'51"34  | ---                    | ---                     |
| Campionati europei di nuoto di fondo | 5 km                    | ---                    | ---                     |
| 1991 Terracina Italia                | Oro 1h16'15"            | ---                    | ---                     |
| Europei giovanili                    | 200 m misti             | 400 m misti            | ---                     |
| 1987 Roma Italia                     | Argento 2'19"76         | Argento 4'52"96        | ---                     |